# مارشالتون، شهرستان چستر، پنسیلوانیا
مارشالتون (به انگلیسی: Marshallton) یک منطقهٔ مسکونی در ایالات متحده آمریکا است که در شهرستان چستر، پنسیلوانیا واقع شده‌است.